# Cervarix
Cervarix es un vacuna recombinante no infecciosa desarrollada para la prevención de la infección por los tipos 16 y 18 del virus del papiloma humano (VPH) que causa cerca del 70 % de los casos de cáncer cervical. La vacuna contiene proteína L1 recombinante que es la principal de la cápside de los tipos oncogénicos 16 y 18, acoplada en partículas semejantes a virus y adyuvante AS04, el cual ha demostrado tener una propiedad para aumentar la respuesta al sistema inmune por un periodo de tiempo más largo.
Cervarix es fabricado por GlaxoSmithKline. Un producto alternativo, de Merck & Co., es conocido como Gardasil.

## Historia
La vacuna fue desarrollada, en paralelo, por investigadores del Centro Médico Universitario de Georgetown, la Universidad de Rochester, la Universidad de Queensland en Australia, y el Instituto Nacional de Cáncer Estadounidense.

### Ensayos clínicos
Los ensayos de fase III han sido llevados a cabo a más de 18.000 mujeres de 14 países en Asia del Pacífico, Europa, América Latina y Norteamérica.
A partir de 2009 el fabricante estuvo llevando a cabo una prueba para comparar la inmunogenicidad y seguridad de Cervarix con Gardasil. Posteriores estudios demostraron que Cervarix generó niveles más altos de anticuerpos que Gardasil, la otra vacuna disponible comercialmente del VPH, tras las pruebas siete meses después, con el doble de nivel para el VPH tipo 16 y seis veces para el VPH tipo 18.[cita requerida] Además, Cervarix indujo tanto el doble de células B de memoria como Gardasil para ambas de estas cepas de VPH.[cita requerida]

## Indicaciones
El VPH es un virus, normalmente trasmitido sexualmente, el cual puede causar cáncer cervical en un pequeño porcentaje de esas mujeres infectadas genitalmente Cervarix es una vacuna preventiva para el VPH, no terapéutica La inmunidad del VPH es de tipo específico, así que una serie exitosa de vacunas de Cervarix no bloquearán la infección del cáncer cervical —causadas por otros tipos de VPH— sino de los tipos 16 y 18, y algunos tipos relacionados, así que los expertos continúan recomendando Papanicolaus cervicales de rutina incluso a mujeres que han sido vacunadas. La vacunación sola, sin la detección continuada, impediría menos cánceres cervicales que la detección regular sola.
Cervarix está indicado para la prevención de las siguientes enfermedades causadas por el VPH oncogénico de los tipos 16 y 18: cáncer cervical, neoplasia intraepitelial cervical grado 2 (NIC) o peor, y adenocarcinoma in situ, y NIC grado 1. Cervarix está aprobado para uso en mujeres desde los 10 hasta los 25 años de edad.

### Administración
La inmunización con Cervarix consiste de tres dosis de 0,5 mL cada una por inyección intramuscular según el siguiente calendario: 0, 1 y seis meses. El lugar de administración preferida es la región deltoidea superior del brazo. Cervarix está disponible en viales de 0,5 mL, dosis única y jeringas pre cargadas LOK-TIP.

### Limitaciones de eficacia
Cervarix no provee protección contra la enfermedad debida a todos los tipos de VPH, ni contra la enfermedad si una mujer ya ha sido expuesta a través de actividad sexual y la protección puede no ser obtenida para todas las receptoras. Es por lo tanto recomendado que las mujeres continúen adhiriéndose a los procedimientos de detección de cáncer cervical.

## Efectos adversos
- Las reacciones adversas locales más comunes en igual o mayor al 20 % de las pacientes fueron dolor, enrojecimiento e hinchazón en el lugar de la inyección.
- Los eventos adversos generales más comunes en igual o mayor al 20 % de las pacientes fueron fatiga, dolor de cabeza, dolor muscular (mialgia), síntomas gastrointestinales, y dolor en las articulaciones (artralgia).[8]

En común con algunos otros productos de vacunas con jeringa precargada, el tapón de la punta y el émbolo de goma de las jeringas sin aguja precargadas contienen goma de látex seca natural que puede causar reacciones alérgicas en individuos sensibles al látex. El tapón del vial no contiene látex.

## Ingredientes
Los componentes activos de la vacuna son:
- Virus del papiloma humano tipo 16 proteína L1 20 microgramos.
- Virus del papiloma humano tipo 18 proteína L1 20 microgramos.
- Adyuvante AS04, conteniendo: 3-O-desacilo-4'-lípido A monofosforilo (MPL) 50 microgramos absorbidos en hidróxido de aluminio, hidratado (Al(OH)3) 0.5 miligramos Al 3+ en total.

### Biotecnología
Cervarix es creado usando la proteína L1 del cápside viral. La proteína L1 está en la forma de un virus como partículas no infeccioso producido por tecnología de ADN recombinante usando un sistema de expresión de Baculovirus el cual utiliza células Hi-5 Rix4446 derivadas del insecto Trichoplusia ni. La vacuna no contiene virus vivos y sin ADN, por lo que no puede infectar el paciente.

## Eficacia
A partir de septiembre del 2009, Cervarix fue demostrado ser eficaz 7,3 años después de la vacunación.

## Licencias
- Australia - Cervarix recibió la aprobación en mayo de 2007 en Australia para mujeres de edades de 10 a 45 años.[12]
- Filipinas - El 25 de agosto de 2007 GlaxoSmithKline lanzó Cervarix en las Filipinas después de la aprobación de la Agencia local de Comida y Medicamentos.[13]
- Unión Europea - Cervarix fue aprobada en septiembre de 2007 en la Unión Europea.[14]
- Estados Unidos de América - La FDA aprobó Cervarix el 16 de octubre de 2009.[15][16]
  - El 29 de marzo, 2007 GlaxoSmithKline presentó una Aplicación de Licencia Biológica (BLA) para Cervarix (vacuna del virus del papiloma humano, adyuvante-absorbido AS04), a la Administración de Comida y Medicamento de U.S. (FDA) la cual incluyó datos de ensayos clínicos de casi 30.000 mujeres de 10 a 55 años de edad y contiene datos del ensayo de eficacia de Fase III de la vacuna del cáncer cervical más largo hasta esa fecha.[17]
  - GSK había esperado resultados de ensayos adicionales para presentar a la FDA. La aprobación no se había esperado antes de finales de 2009.[18]

En el Reino Unido está incluido en el programa nacional de vacunación para chicas adolescentes y pre-adolescentes de 12-13 y 17-18 años de edad. Esto causó algo de controversia desde que Cervarix fue elegido sobre el Gardasil, a pesar de que el Gardasil protege contra los tipos de VPH 6 y 11 adicionales (que causa las verrugas genitales o condilomas acuminados). Sin embargo, la eficacia de Cervarix es mayor.